# Corte de Apelaciones de Estados Unidos para el Primer Circuito
La Corte de Apelaciones de Estados Unidos para el Primer Circuito (en inglés, United States Court of Appeals for the First Circuit; citada como 1st Cir.) es un tribunal federal de apelaciones con competencia en materia de recursos de apelación deducidos respecto a las decisiones de las Cortes de Distrito de los siguientes distritos federales:
- Distrito de Maine
- Distrito de Massachusetts
- Distrito de Nuevo Hampshire
- Distrito de Puerto Rico
- Distrito de Rhode Island

La corte está ubicada en el John Joseph Moakley Federal Courthouse en Boston, Massachusetts. La mayoría de las sesiones tiene lugar en Boston, pero la corte sesiona por dos semanas en el año en Viejo San Juan (Puerto Rico) y ocasionalmente en otras localidades dentro del circuito.
Con cinto activos (seis autorizados) y cuatro jueces sénior (antigüedad), es la corte de apelaciones más pequeña de Estados Unidos.
A pesar de su reducido tamaño, la Corte de Apelaciones para el Primer Circuito tiene a dos exmiembros que actualmente se desempeñan en la Corte Suprema de los Estados Unidos como Jueces Asociados, David Souter y Stephen Breyer.